# Adriana Rakowska
Adriana Rakowska (ur. 15 września 1976 w Kolnie) – polska lekarka, doktor habilitowany nauk medycznych, dermatolog. Autorka wielu publikacji z zakresu trichoskopii oraz prekursorka jej zastosowania w diagnostyce chorób skóry głowy oraz włosów. Członek Polskiego Towarzystwa Dermatologicznego, European Hair Research Society i International Trichoscopy Society oraz członek założyciel Stowarzyszenia na Rzecz Osób z Oligodoncją i Dysplazją Ektodermalną „OligoEd”. Od 2017 roku członek zarządu i skarbnik Warszawskiego Oddziału Polskiego Towarzystwa Dermatologicznego.

## Życiorys

### Kariera naukowa
W 1995 roku rozpoczęła studia na Wydziale Lekarskim Akademii Medycznej w Białymstoku, które ukończyła w 2001 roku. W ramach pracy zespołu prof. dr hab. Lidii Rudnickiej zrealizowała szereg badań nad wykorzystaniem trichoskopii w diagnostyce chorób skóry głowy oraz włosów. Wraz ze współpracownikami stworzyła m.in. kryteria diagnostyczne łysienia plackowatego przy wyłącznym wykorzystaniu wideodermatoskopu oraz wykazała przydatność tej metody w diagnozie dzieci z wrodzonymi wadami trzonu włosa.
W 2010 roku obroniła z wyróżnieniem rozprawę doktorską pt.: „Trichoskopia - nowa metoda diagnostyki obrazowej włosów i skóry owłosionej głowy” na Warszawskim Uniwersytecie Medycznym.
W 2012 roku została jedną z redaktorek oraz autorek pierwszej kompleksowej publikacji systematyzującej wiedzę naukową o trichoskopii pt. „Atlas of Trichoscopy” (wyd. anglojęzyczne, Springer), przetłumaczonej następnie na portugalski i chiński.
W kolejnych latach jej praca naukowa skupiała się na zbadaniu wzorów trichoskopowych kluczowych w ustaleniu rozpoznania m.in. łysienia bliznowaciejącego, trichotillomanii i dysplazji ektodermalnej.
W 2018 roku obroniła z wyróżnieniem rozprawę habilitacyjną pt. „Łysienie u dorosłych i dzieci - objawy i wzory trichoskopowe kluczowe w ustaleniu rozpoznania” na Warszawskim Uniwersytecie Medycznym.

### Kariera zawodowa
W latach 2003–2014 pracownik Kliniki Dermatologii Centralnego Szpitala Klinicznego MSWiA w Warszawie, od 2014 roku adiunkt w Katedrze i Klinice Dermatologicznej Warszawskiego Uniwersytetu Medycznego, od 2018 samodzielny pracownik naukowy.

## Najważniejsze publikacje
Rakowska jest autorką lub współautorką kilkudziesięciu artykułów, ponad stu doniesień zjazdowych, kilkudziesięciu rozdziałów w monografiach oraz jedną z redaktorek monografii anglojęzycznej „Atlas of trichoscopy”.
- Rakowska, A; Slowinska, M; Czuwara, J; Olszewska, M; Rudnicka, L (2007). „Dermoscopy as a tool for rapid diagnosis of monilethrix”. Journal of drugs in dermatology. 6 (2): 222–4. PMID 17373184
- Rakowska, Adriana; Slowinska, Monika; Kowalska-Oledzka, Elzbieta; Rudnicka, Lidia (2008). "Trichoscopy in genetic hair shaft abnormalities". Journal of Dermatological Case Reports. 2 (2): 14–20. PMID 21886705
- Rudnicka L, Olszewska M, Rakowska A. Atlas of Trichoscopy Dermoscopy in Hair and Scalp Disease. Springer Verlag, New York 2013
- Rakowska, A Olszewska M; Rudnicka L. Trichoscopy of scalp dysesthesia. Journal of drugs in dermatology. 11 (6):753-8. PMID 22648224
- Rakowska A i wsp. New trichoscopy findings in Trichotillomania: Flame Hairs, V-sign, Hook hairs, Hair Powder, Tulip Hairs. Acta Derm Venereol. 2014;94(3):303-306. PMID 24096547
- Rakowska A i wsp. Trichoscopic Hair Evaluation in Patients with Ectodermal Dysplasia. Journal of Pediatrics. 2015;167(1):193-5. PMID 25935816
- Rakowska A i wsp. Trichoscopy findings in loose anagen hair syndrome: rectangular granular structures and solitary yellow dots. J Dermatol Case Rep. 2015; 31; 9 (1): 1-5. PMID 25932055
- Rakowska A i wsp. Trichoscopy of Focal Alopecia in Children - New Trichoscopic Findings: Hair Bulbs Arranged Radially along Hair-Bearing Margins in Aplasia Cutis Congenita. Skin Appendage Disord. 2016; 2: 1-6. PMID 27843914
- Rakowska A i wsp. Two different trichoscopic patterns of mid-frontal scalp in patients with frontal fibrosing alopecia and clinical features of androgenetic alopecia. Dermatology Review. 2017; 104 (1): 9-15. DOI 10.5114/dr.2017.66217
- Rakowska A i wsp. Trichoscopy of scalp dysestesia. Advances Dermatol Alergol. 2017; 34 (3): 245-247. PMID 28670254